# Charles M'Mombwa
Charles William M'Mombwa (Baraka, 28 gennaio 1999) è un calciatore tanzaniano, centrocampista del Floriana e della nazionale tanzaniana.

## Carriera

### Club
Ha giocato nella prima divisione australiana.

### Nazionale
Ha esordito con la nazionale tanzaniana il 18 novembre 2023, nella partita di qualificazione al Mondiale 2026 vinta per 0-1 contro il Niger, in cui ha segnato la rete decisiva.

## Statistiche

### Cronologia presenze e reti in nazionale
| Cronologia completa delle presenze e delle reti in nazionale ― Tanzania | Cronologia completa delle presenze e delle reti in nazionale ― Tanzania | Cronologia completa delle presenze e delle reti in nazionale ― Tanzania | Cronologia completa delle presenze e delle reti in nazionale ― Tanzania | Cronologia completa delle presenze e delle reti in nazionale ― Tanzania | Cronologia completa delle presenze e delle reti in nazionale ― Tanzania | Cronologia completa delle presenze e delle reti in nazionale ― Tanzania | Cronologia completa delle presenze e delle reti in nazionale ― Tanzania |
| Data                                                                    | Città                                                                   | In casa                                                                 | Risultato                                                               | Ospiti                                                                  | Competizione                                                            | Reti                                                                    | Note                                                                    |
| ----------------------------------------------------------------------- | ----------------------------------------------------------------------- | ----------------------------------------------------------------------- | ----------------------------------------------------------------------- | ----------------------------------------------------------------------- | ----------------------------------------------------------------------- | ----------------------------------------------------------------------- | ----------------------------------------------------------------------- |
| 18-11-2023                                                              | Marrakech                                                               | Niger                                                                   | 0 – 1                                                                   | Tanzania                                                                | Qual. Mondiali 2026                                                     | 1                                                                       | 68’                                                                     |
| 17-1-2024                                                               | San-Pédro                                                               | Marocco                                                                 | 3 – 0                                                                   | Tanzania                                                                | Coppa d'Africa 2023 - 1º turno                                          | -                                                                       | 61’                                                                     |
| 21-1-2024                                                               | San-Pédro                                                               | Zambia                                                                  | 1 – 1                                                                   | Tanzania                                                                | Coppa d'Africa 2023 - 1º turno                                          | -                                                                       | 70’                                                                     |
| 24-1-2024                                                               | Korhogo                                                                 | Tanzania                                                                | 0 – 0                                                                   | RD del Congo                                                            | Coppa d'Africa 2023 - 1º turno                                          | -                                                                       | 86’                                                                     |
| 22-3-2024                                                               | Baku                                                                    | Tanzania                                                                | 0 – 1                                                                   | Bulgaria                                                                | Amichevole                                                              | -                                                                       | 61’                                                                     |
| Totale                                                                  |                                                                         | Presenze                                                                | 5                                                                       |                                                                         | Reti                                                                    | 1                                                                       |                                                                         |

## Palmarès

### Club

#### Competizioni nazionali
- FFA Cup: 1

Macarthur: 2022